# Top Gear
Top Gear ist ein Automagazin, das vom britischen Fernsehsender BBC Two ausgestrahlt wird. Es gilt als erfolgreichste Sendung der BBC.
Seit der Umgestaltung des Formats im Jahre 2002 liefen 27 Staffeln. Die Sendung gewann 2005 den Internationalen Emmy für die beste Entertainmentshow. Top Gear hat weltweit bis zu 350 Millionen Zuschauer, fünf Millionen davon in Großbritannien.
Die Sendung wurde bis 2015 von Jeremy Clarkson, Richard Hammond und James May moderiert. Ein weiteres ständiges Teammitglied ist der Testfahrer The Stig. In der achten Staffel gab es außerdem den Top Gear Dog, einen Labradoodle; in der elften Staffel wurde der Top Gear Stuntman eingeführt, der bisher jedoch nur zwei Auftritte hatte.
Ende September 2006 wurde die Ausstrahlung für vier Monate ausgesetzt, da sich Moderator Richard Hammond während der Dreharbeiten für die Sendung bei einem Unfall mit einem Dragster schwer verletzte. Die BBC gab zu diesem Zeitpunkt bekannt, Top Gear werde auf unbestimmte Zeit nicht weiter produziert; mit einer Entscheidung über die Zukunft der Sendung werde man bis zur Genesung von Richard Hammond warten. Nach seiner Genesung wurde die Sendung weiterproduziert, obwohl Hammond selbst in Interviews rückblickend davon sprach, dass die Produktion für ihn selbst zu früh wiederaufgenommen wurde.
Das Top Gear magazine wird von BBC Magazines herausgegeben. Es erscheint monatlich und deckt sich teilweise inhaltlich mit der Fernsehsendung.
Gelegentlich fahren die Fahrzeuge der Sendung, z. B. in Staffel 15, auf deutschen Autobahnen, was deren Bekanntheit – in Verbindung mit dem Nichtvorhandensein eines allgemeinen Tempolimits für Kraftfahrzeuge in Deutschland – beim internationalen Publikum fördert.
Am 25. März 2015 wurde bekannt, dass die BBC den Vertrag mit Jeremy Clarkson aufgrund einer Auseinandersetzung mit einem Produzenten nicht verlängern werde. Die Moderatoren Hammond und May sowie der Executive Producer Andy Wilman ließen ihre Verträge mit der BBC auslaufen. Top Gear wurde mit der 23. Staffel im Mai 2016 in einem neuen Format mit einem neuen Moderatorenteam mit Chris Evans als Hauptmoderator fortgesetzt, der die Sendung aber bereits nach einer Staffel wegen stark fallender Quoten wieder verließ.

## Top Gear von 1977 bis 2001
Das Format Top Gear entstand 1977. Die ersten Moderatoren waren Angela Rippon, Noel Edmonds, William Woollard und Chris Goffey. Die Sendung war damals 30 Minuten lang.
Ursprünglich war Top Gear ein konventionelles Automagazin. Es stellte neue Automodelle und verwandte Themen wie Fahrsicherheit vor. Eine massive Zuschauerzunahme erreichte die Sendung in den frühen 1990er-Jahren, als die Produzenten dazu übergingen, sie humorvoller, kontroverser und mit mehr petrolhead talk („Gespräche unter Autonarren“) zu gestalten. Die Moderatoren dieses neuen Formats waren Frontmann Jeremy Clarkson gemeinsam mit Quentin Willson, einem ehemaligen Autoverkäufer, sowie die beiden Rennfahrer Tiff Needell und Vicki Butler-Henderson.
Trotz der Kritik, die Sendung sei zu machohaft, verleite zu einem unverantwortlichen Fahrstil und ignoriere die Umwelt sowie den Umweltschutz, war sie unter Clarkson erfolgreich. Moderator Jeremy Clarkson bedient erfolgreich das Image des britischen Humors; insbesondere Deutschland und dessen Geschichte sind oftmals Teil bildhafter Vergleiche. Aber auch andere Nationen (beispielsweise Frankreich, USA) werden häufig mit Scherzen bedacht.
Top Gear erreichte bisweilen einen gewissen Einfluss auf die Autoindustrie. Kritik vom Top-Gear-Team konnte und kann sich negativ auf die Verkaufszahlen auswirken. Ein Beispiel hierfür war das britische Pendant zum Opel Vectra, der Vauxhall Vectra B. Clarkson sagte über dieses Modell: I know it's the replacement for the Vauxhall Cavalier. I know. But I'm telling you it's just a box on wheels. Noch kritischere Äußerungen zum Toyota Corolla oder ein Lob des Renault Alpine GTA/A610 hatten dagegen keinen Effekt.
Seit 1980 veranstaltet Top Gear das Top 100 Survey. Es handelt sich hierbei um eine statistische Erhebung, bei der mit Hilfe von tausenden britischen Autobesitzern deren Zufriedenheit mit ihren Fahrzeugen ermittelt wird. Da die BBC keine Produktplatzierung gestattet, werden die Ergebnisse in der Fernsehsendung lediglich in Auszügen präsentiert und ausführlich im Top Gear Magazine veröffentlicht.
Nach dem Ausscheiden von Jeremy Clarkson im Jahr 1999 fielen die Zuschauerzahlen von sechs Millionen auf unter drei Millionen, was 2001 zur Einstellung der Sendung führte. Tiff Needell und Vicki Butler-Henderson starteten 2002 beim Sender Five das Auto-Magazin Fifth Gear.

## Top Gear von 2002 bis 2015

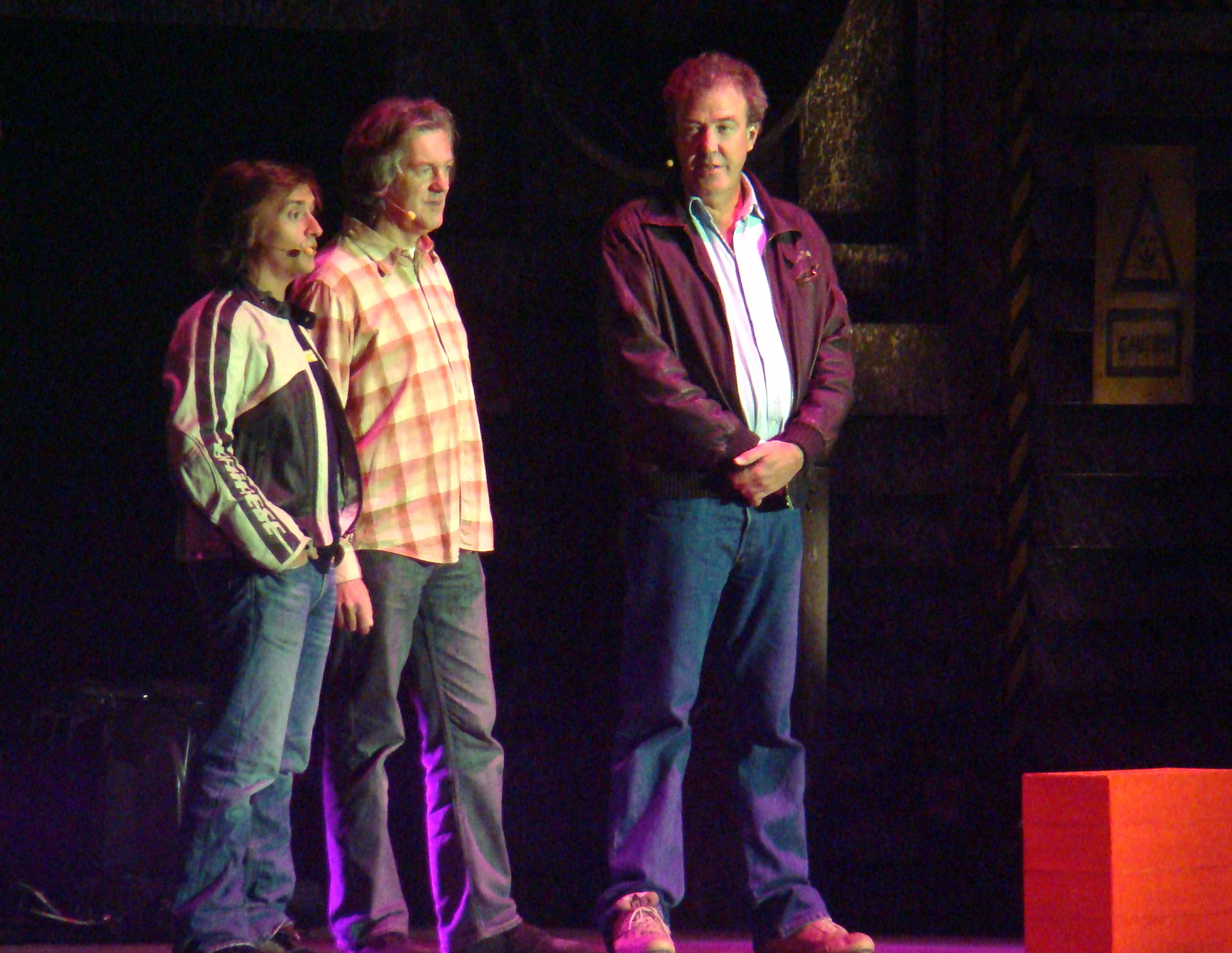
V. l.: Richard Hammond, James May und Jeremy Clarkson

Jeremy Clarkson begann 2002 zusammen mit dem Produzenten Andy Wilman, der BBC ein neues Top-Gear-Format zu präsentieren. Dieses neue Format brachte einige grundlegende Änderungen. Die Sendung war nun eine volle Stunde lang und es wurden zwei neue Co-Moderatoren vorgestellt: Richard Hammond und Jason Dawe. Dawe wurde allerdings schon nach der ersten Staffel durch James May ersetzt. Außerdem bekam das Team einen stets anonymen und durch seinen Helm mit getöntem Visier und schwarzem, später weißem neutralen Rennoverall unkenntlich gemachten Testfahrer: The Stig. Die Titelmusik ist eine modernisierte Version des Instrumentaltitels „Jessica“ von den Allman Brothers aus dem Jahre 1973. Laut einem Interview mit dem amerikanischen TV Magazin 60 Minutes hat Top Gear ca. 350 Millionen Zuschauer.

### Richard Hammonds Unfall
Im September 2006 verunglückte Richard Hammond bei Dreharbeiten zur neunten Staffel mit einem Jet-Dragster schwer. Bei etwa 460 km/h platzte ein Reifen, der Wagen kam von der Strecke ab und überschlug sich. Hammond wurde mit schweren Kopfverletzungen in die Intensivstation eingeliefert. Er erholte sich von dem Unfall und war in der neunten Staffel, die von Januar bis März 2007 ausgestrahlt wurde, bereits wieder als Co-Moderator tätig.

### Trennung von Clarkson
Am 10. März 2015 teilte die BBC mit, Moderator Jeremy Clarkson sei nach einer (auch handgreiflichen) Auseinandersetzung mit einem Produzenten suspendiert worden. Die für den 15. März geplante Folge wurde nicht ausgestrahlt. James May und Richard Hammond waren hingegen von der Suspendierung nicht betroffen. Am 25. März 2015 teilte die BBC mit, dass der auslaufende Vertrag mit Jeremy Clarkson nicht verlängert werde, die verbleibenden drei Folgen der 22. Staffel aber noch ausgestrahlt werden sollen. Dabei blieb unklar, ob James May und Richard Hammond die Sendung fortsetzen würden. Mit der Äußerung von James May, dass er seinen Ferrari nun auf eBay verkaufen werde, regte er eine Diskussion der Gerüchte über dieses Thema weiter an. Er erklärte kurz darauf in einem Zeitungsinterview, dass er ausschließe, mit einem anderen Moderator als Clarkson bei Top Gear aufzutreten.
Am 16. Juni 2015 wurde bekanntgegeben, dass die letzte Episode der 22. Staffel, die nach den Auseinandersetzungen um Clarksons Verhalten nicht mehr ausgestrahlt wurde, am 28. Juni auf BBC Two gezeigt würde. Die drei Moderatoren hatten dafür als Verpflichtung aus ihrem ausgelaufenen Vertrag noch einmal Kommentare und Überleitungen aufgenommen. Am gleichen Tag wurde von der BBC bekanntgegeben, dass Chris Evans einen drei Jahre laufenden Vertrag für die Moderation von Top Gear erhalten habe und dass die Produktion der nächsten Staffel bald beginnen werde. Aussagen zu möglichen Co-Kommentatoren wurden dabei vermieden. Das Scheitern von Verhandlungen der BBC zur Zusammenarbeit mit James May und Richard Hammond gilt dabei aber als der Auslöser für den Vertrag mit Evans. In einem Interview mit der Zeitung The Sun, für die Clarkson regelmäßig schreibt, behauptete Clarkson, dass er mit einem nicht namentlich genannten Mitarbeiter der BBC gesprochen habe, der ihm seine Position als Moderator von Top Gear anbot. Die BBC sagte, dass es ein solches Angebot nicht gegeben habe. Clarkson selbst sagte dazu, dass er zu sehr unter Beobachtung stehen würde, sollte er die Stelle wieder annehmen, und es sei dann nicht mehr die Show, die er machen wolle, weshalb er die Idee auch abgelehnt habe. Im Februar 2016 verkündete die BBC, dass Matt LeBlanc ebenfalls Moderator von Top Gear werde.
Im Juli 2015 wurde bekannt, dass das bisherige Team (Jeremy Clarkson, Richard Hammond und James May) zu Amazon Prime Video wechselt, um dort die neue Serie The Grand Tour zu moderieren. Die Rechte für die Marke Top Gear bleiben bei der BBC.

### Wiederkehrende Elemente
Neue Bestandteile sind der zu einem Interview mit Clarkson eingeladene Stargast der Sendung, der in a reasonably priced car – in einem preisgünstigen Wagen der Kompaktklasse – eine gezeitete Runde auf dem hauseigenen Rundkurs drehen muss. Clarkson fragt das Publikum, ob es sich die Runde ansehen will (Who would like to see the lap?), und nach der von ihm jeweils dramatisch kommentierten Abspielung des Videos wird die Rundenzeit mit magnetischen, handbeschriebenen Schildchen auf einer Metalltafel eingeordnet. Diese reasonably priced cars sind in keiner Weise sportlich, was den besonderen Reiz dieser Zeitenjagd ausmacht: Zunächst wurde ein Suzuki Liana verwendet; ab der achten Staffel benutzte man einen Chevrolet Lacetti, der 2006 bei der Sprengung zweier 65 Meter hoher Schornsteine unter ihnen „würdig begraben“ wurde; von Staffel 15 bis Staffel 19 war ein Kia cee’d in Aktion zu sehen. Seit Juni 2013 wird mit dem Start der 20. Staffel ein Vauxhall Astra Techline eingesetzt, der im englischen Vauxhall-Werk in Ellesmere Port gebaut wurde. Handelt es sich beim Gast um einen (ehemaligen) Formel-1-Fahrer, wird weiterhin der Suzuki verwendet.
Bei den zu einer kurzweiligen Unterhaltung eingeladenen Gästen handelt es sich oft um in Großbritannien bekannte Persönlichkeiten, aber auch weltweit bekannte Stars, wie beispielsweise Rowan Atkinson, Tom Cruise, Roger Daltrey, Cameron Diaz, Geri Halliwell, Brian Johnson, Tom Jones, Rick Parfitt, Cliff Richard, Lionel Richie, Christian Slater, David Soul, Patrick Stewart oder Mark Wahlberg. Auch deutsche Stars wie Boris Becker, Michael Schumacher und Sebastian Vettel waren bei Top Gear zu Gast.
Weitere Elemente sind die Cool Wall (welche Fahrzeuge sind „cool“ oder gar „sub-zero“ – also unter Null Grad „cool“ –, welche sind „uncool“ oder „seriously uncool“?) Car News, Power Laps (Sportwagen von The Stig gefahren) und eine Formel-1-Tafel, auf der sich bekannte Formel-1-Fahrer wie beispielsweise Rubens Barrichello, Lewis Hamilton, Damon Hill, Nigel Mansell, Kimi Räikkönen, Sebastian Vettel und Mark Webber eintrugen. Umgekehrt fuhr Hammond selbst einmal ein Formel-1-Auto, einen Renault R25.
Was die Sendung außerdem von den üblichen TV-Automagazinen abgrenzt, ist, dass regelmäßig Supercars und Wagen der Oberklasse ausführlich vorgestellt werden. Zum Teil waren ganze Sendungen einer Marke gewidmet, indem historische Fahrzeuge den aktuellen Modellen gegenübergestellt wurden. So wurden beispielsweise innerhalb einer Sendung diverse Fahrzeuge von Lamborghini (vom Miura über den Diablo, den Countach bis hin zum Gallardo und Murciélago) oder der Ferrari F40 und der Ferrari Enzo oder der Ford GT40 und der Ford GT ausführlich und mit den üblichen „toughen“ Kommentaren versehen präsentiert. Es werden jedoch auch Alltagsautos vorgestellt, man beschränkt sich nicht auf effektheischende, für Otto Normalverbraucher unerschwingliche Fahrzeuge: So wurde beispielsweise ein Fiat Panda ausführlich vorgestellt und erhielt eine durchaus positive Beurteilung.
Die Aktualität wird durch einen weiteren festen Bestandteil der Sendung hergestellt: die „News“, in denen regelmäßig bevorstehende Veröffentlichungen neuer Autos auf einem Bildschirm gezeigt und auch unmittelbar in teils heftigen Diskussionen der drei Kommentatoren bewertet werden.
Weiterhin sind besondere Aktionen, „Challenges“ und „Epic Races“, fester Bestandteil der Sendung, wie zum Beispiel diverse Wettrennen der Moderatoren gegeneinander zunächst quer durch Europa und dann auch global: Auto gegen Zug (Nissan GT-R gegen Shinkansen durch Japan), Auto gegen Verkehrsflugzeug, Auto gegen Schiff, Auto gegen Speedboat (Ferrari 365 die Riviera entlang von Portofino nach Saint-Tropez) oder Auto gegen Privatflugzeug (Bugatti Veyron 16.4 gegen Cessna 182 von Norditalien nach London) üblicherweise gewinnt das Auto knapp. James May gewann allerdings das Rennen an der Riviera gegen Richard Hammond – Jeremy Clarkson war nicht beteiligt. Verloren hat Clarkson die Challenge gegen einen Marathonläufer durch London: Er schaffte es nicht, in einem Fiat Panda einen Marathonläufer (2 Std. 33 Min.) morgens im Berufsverkehr Londons zu schlagen.
Weiterhin wurden überraschende Vergleichstests oder Experimente in die Sendung integriert, wie zum Beispiel „Wie weit fliegt ein Volvo 240 Kombi über eine Rampe über einige Wohnwagen?“ oder „Ist ein Harrier Jumpjet schneller über den üblichen Track als ein TVR T350 auf dem Track?“ Ein Highlight waren die verschiedenen Versuche, einen Toyota Hilux Pickup quasi zu vernichten: Er wurde gegen einen Baum gefahren, ein Wohnwagen wurde auf ihn fallen gelassen, er wurde der Flut vor Bristol ausgesetzt, er wurde angezündet und schlussendlich auf ein Hochhaus gestellt, welches gesprengt wurde. Er fuhr trotzdem noch (und zwar ausschließlich mit dem serienmäßigen Bordwerkzeug fahrtüchtig gemacht), was ihm in den folgenden Sendungen einen exponierten Platz im Studio (dem Hangar) einbrachte.
Die drei Moderatoren necken sich immer wieder gegenseitig, indem etwa Hammond aufgrund seiner geringen Körpergröße gehänselt wird (Hamster) oder May den Spitznamen Captain Slow trägt, weil er einen überaus vorsichtigen, stets gesetzestreuen Fahrstil an den Tag legt, eine Vorliebe für kleine, untermotorisierte Autos hat und zu weit ausholenden, absichtlich langweilenden Erklärungen neigt, die sich gern auch in technischen Details verlaufen.
Beendet wird die Sendung regelmäßig mit einem eher unspektakulären Beitrag und Jeremy Clarksons ironischer Abmoderation: … and on that bombshell it’s time to end! ….

#### Challenges

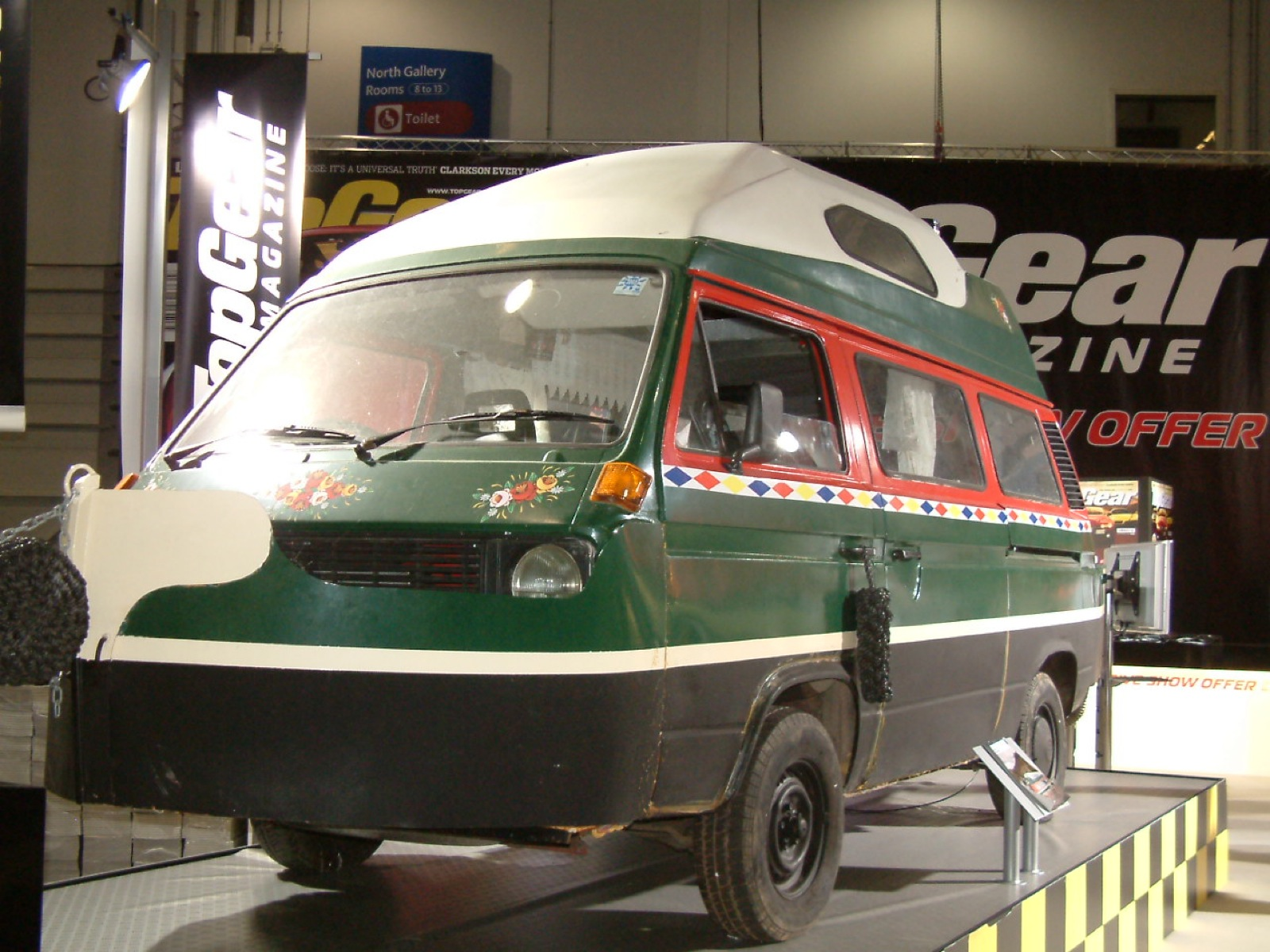
Richard Hammonds umgebauter VW-Bus aus der ersten Amphibious Car Challenge

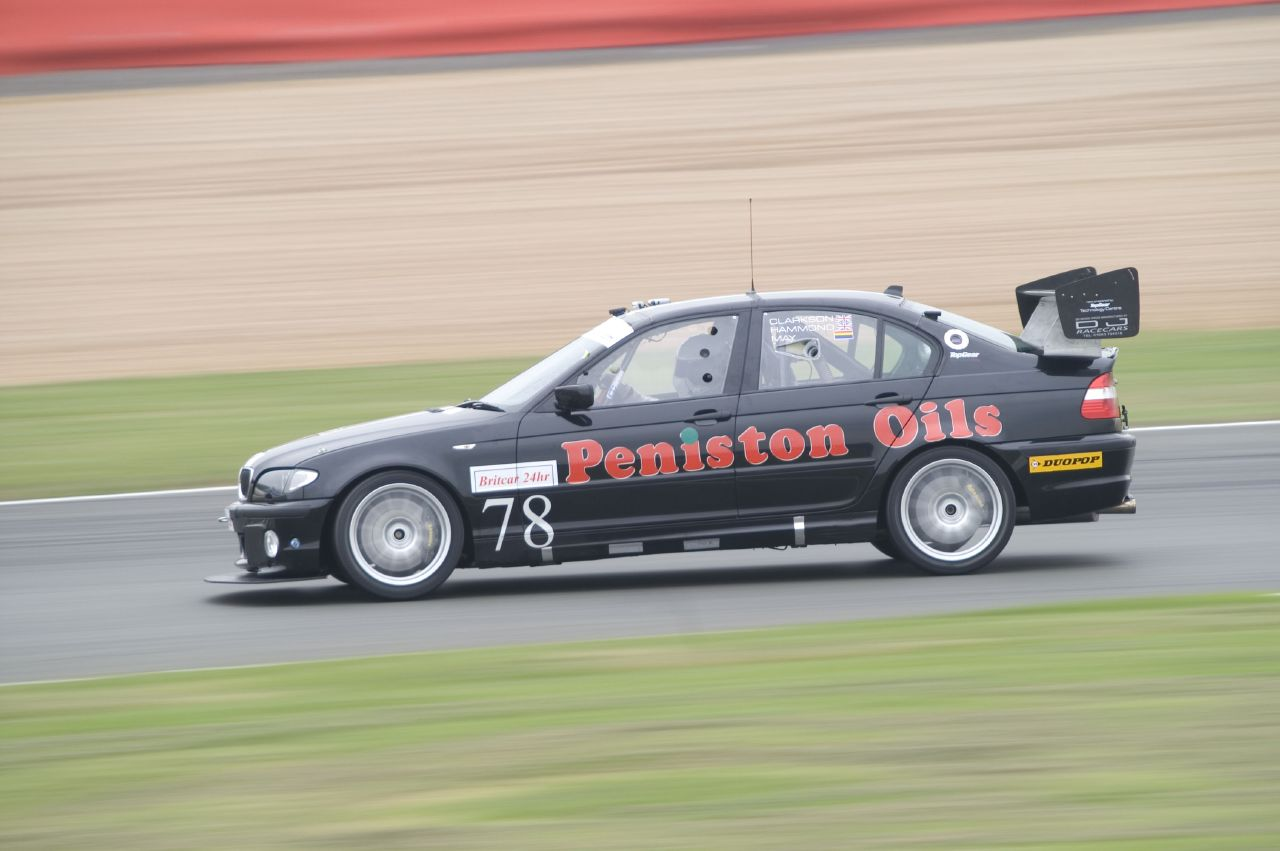
Der Rennwagen des 24-Stunden-Rennens mit dem erfundenen Markennamen (der bei geöffneter Fahrertür zu „Penis“ wird)

Ein weiterer regelmäßiger Bestandteil der Sendung wurden „Challenges“, bei denen die Moderatoren Aufgaben von den Produzenten gestellt bekommen. Dabei stehen sie meist in Konkurrenz zueinander. Die Aufgaben sind oft humoristisch gestellt und stellen unübliche Herausforderungen dar. In der achten Staffel bekamen sie den Auftrag, Amphibienfahrzeuge selbst zu bauen, um mit diesen zu einem See zu fahren und ihn zu überqueren. Dabei wählte jeder ein anderes Konzept: Jeremy Clarkson baute einen Außenbordmotor an einen abgedichteten Toyota-Hilux-Pickup und nannte es „Toybota“; Richard Hammond baute einen Schiffsrumpf an einen VW-Bus und montierte eine Schiffsschraube an das Schwungrad des Heckmotors; James May rüstete einen Triumph Herald mit einem Mast und einem variablen Schwert aus, um damit zu segeln. Schon auf der Fahrt zum See blieben sie wegen Überhitzung mehrfach liegen. James May konnte wegen des Mastes nicht unter Brücken hindurch fahren. Während der VW-Bus schnell unterging, kenterte der Toybota kurz vor dem Ziel, das nur der segelnde Herald erreichte. In der zehnten Staffel wurde die Challenge erneut aufgenommen, diesmal mit dem Ziel, den Ärmelkanal zu durchqueren, was mit dem Pickup-Konzept von Clarkson, diesmal einem Nissan („Nissank“), erfolgreich gelang.
Andere Wettbewerbe waren zum Beispiel die Teilnahme an einem 24-Stunden-Rennen in Silverstone mit einem Biodiesel-Rennwagen, der Umbau eines Reliant Robin zu einer Rakete, italienische Mittelmotor-Sportwagen für unter 10.000 Pfund, die Konstruktion von günstigen Polizeiwagen oder ein Motorrad für 15.000.000 Vietnamesische Đồng (1.000 US-Dollar) in Vietnam. Im Programm werden Teile dieser Aufgaben als „Cheap Car Challenges“ bezeichnet, weil die Moderatoren für die Basis-Fahrzeuge und die Umbauarbeiten nur ein geringes Budget von den Produzenten der Sendung erhalten. Am Ende einer Aufgabe rechnen die Moderatoren auf einer Tafel die Punkte der Teilaufgaben zusammen und beenden die Aufgabe meist mit dem Kommentar: „Top Gear, ambitious but rubbish“ (Top Gear, ehrgeizig aber nutzlos). Hammond hat noch keine einzige Challenge gewonnen. Die Co-Moderatoren erfinden immer wieder Ausreden, damit Hammond nicht der Gewinner wird.
Wenn die drei Moderatoren mit günstigen selbst gekauften Wagen unterwegs sind, wird von den Produzenten immer ein Ersatzfahrzeug bereitgestellt, das keiner der Moderatoren mag oder haben möchte. Oft verfolgt der Ersatzwagen die Moderatoren auf „mysteriöse“ Weise.

#### Sondersendungen

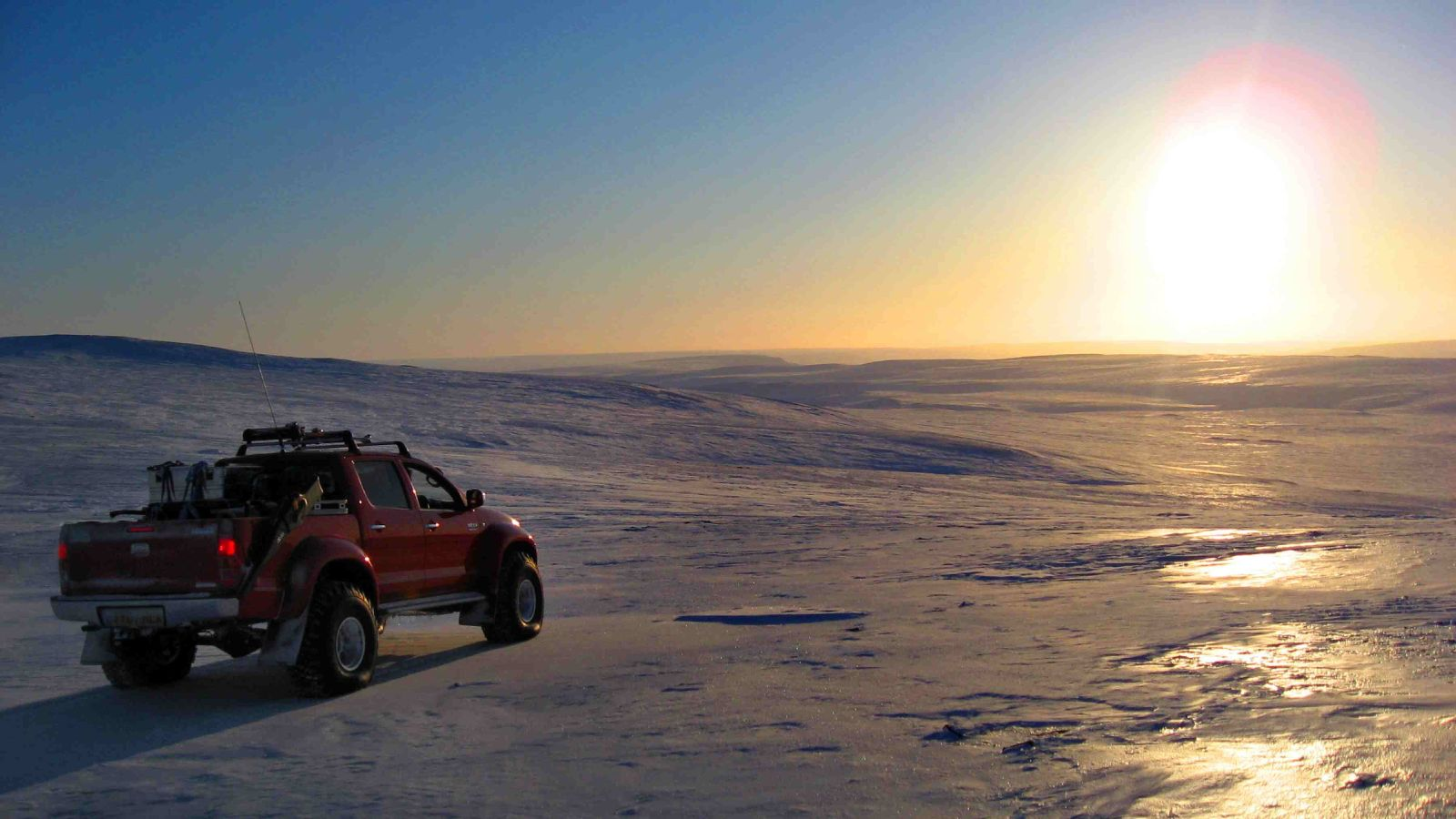
Der Toyota Hilux, mit dem Clarkson und May den nördlichen Magnetpol in der Arktis erreichten

Seit der Neuauflage von Top Gear werden in unregelmäßigen Abständen auch immer wieder sogenannte „Specials“ in die Staffeln eingestreut. Dies sind dann meist von dem üblichen Ablauf einer Top-Gear-Folge abweichende Sendungen, die sich entweder über einen Großteil der Sendedauer oder über die gesamte Länge der Folge hin mit einem bestimmten Thema befassen. Hierbei ist es üblich, dass die drei Kommentatoren ein meist aus britischer Sicht ausländisches Territorium aufsuchen und dort eine Reihe von „Challenges“ bewältigen müssen.
Oft beinhaltet ein großes Special mit billigen Autos ein „Backup-Auto“, was den Moderatoren hinterherfährt und welches zum Einsatz kommt, wenn eins der Autos der Moderatoren ausfällt. Dieses ist immer ein Auto, das alle drei Moderatoren nicht mögen, zum Beispiel ein VW Käfer oder ein Morris Marina. Beim Vietnam-Special war dies ein Mini-Bike, lackiert in Stars And Stripes und mit einem Radio ausgestattet, welches ausschließlich den Song Born in the U.S.A. von Bruce Springsteen abspielte.
Specials (Auswahl):
- American Special
- Polar Special
- Vietnam Special
- African Special
- Bolivian Special (im deutschen Fernsehen als Amazonas Special gesendet)
- Middle East Special
- India Special
- Finding the source of the Nile special
- Burma Special
- Patagonia Special

2007 erreichten James May und Jeremy Clarkson mit ihrem Support-Team in der Sonderfolge Top Gear: Polar Special als erste Menschen den Arktischen Magnetpol (nördlichen Magnetpol) in einem Auto. Hierfür wurden zwei stark modifizierte Toyota Hilux und ein gleichermaßen modifizierter Toyota Land Cruiser benutzt. Richard Hammond versuchte das Pickup-Team mit einem Hundeschlitten zu schlagen, was jedoch misslang. Er erreichte den Pol nicht, da die Produzenten entschieden, dass es unfair wäre, ihn den restlichen Weg zurücklegen zu lassen, nur damit Jeremy Clarkson sich hämisch freuen könne.
In einer weiteren Sonderfolge fuhren die Moderatoren mit zwei Motorrädern und einem Vespa-Roller in Vietnam von Saigon nach Hạ Long. Im Abspann dieser Folge wurde jeder Darsteller und Mitarbeiter in Anlehnung an den Film Apocalypse Now des Regisseurs Francis Ford Coppola mit dem Vornamen Francis Ford versehen.
In einem Special der zehnten Staffel mussten die Moderatoren mit einem jeweils vor Ort erworbenen Auto für 1500 GBP Botswana von Ost nach West, unter anderem über die Makgadikgadi-Salzpfannen, durchqueren.
In Staffel 14 bekam das Trio in einem weiteren Special den Auftrag, vom bolivianischen Regenwald aus den Pazifik in Chile zu erreichen. Mit ihren geländegängigen Gebrauchtwagen mussten sie dabei durch den Regenwald, über die Yungas-Straße, den Licancabur in den Anden und die Atacama-Wüste durchqueren. Richard Hammond kaufte einen Toyota Landcruiser, Jeremy Clarkson einen Range Rover und James May einen Suzuki SJ für ihr 3500-GBP-Budget.
Im Zuge des im Dezember 2010 ausgestrahlten Middle East Special (Staffel 16, Episode 0) wurden die Moderatoren von Erbil im Irak nach Betlehem im Westjordanland geschickt, wobei sie Zweisitzer-Cabriolets verwenden mussten. Die Reiseroute verlief durch die Türkei, Syrien und Jordanien.
Im März 2013 wurde im Laufe der 19. Staffel erstmals ein zweiteiliges Special gesendet, wo die Moderatoren mit normalen Kombis (einem 5er BMW, einem Subaru Impreza und einem Volvo 850R) die Quelle des Nils finden sollten. Nachdem der oft als Quelle des Nils genannte Victoriasee von den Top-Gear-Produzenten verworfen wurde, ging die Suche im Westen des Sees weiter, war jedoch ebenfalls nicht erfolgreich. Clarkson stellte daraufhin die Theorie auf dass nicht das Nildelta, sondern die Straße von Gibraltar das eigentliche Ende des Nils bedeute und die Quelle sich somit im Südosten des Victoriasees befinden müsse, wahrscheinlich in Form des Flusses Grumeti. Auf dem Weg von der Westseite des Victoriasees zur Ostseite musste das Top-Gear-Team u. a. ein Floß für die Autos bauen, um einen Fluss zu überqueren, wobei das „Backup-Auto“ (ein Ford Scorpio) während des Aufladens auf das Floß im Wasser versank.
Am Ende fand James May die Quelle des Grumeti in der Serengeti im Norden Tansanias, und diese Stelle wurde von den anderen beiden Moderatoren ebenfalls als Quelle des Nils akzeptiert.
Bei den Dreharbeiten zum Patagonien-Special kam es in Argentinien zu Zusammenstößen mit aufgebrachten Einheimischen, welche das Nummernschild H982 FKL eines Wagens mit dem Falklandkrieg, ein in Argentinien heikles Thema, in Verbindung brachten. Trotz Abbruchs der Dreharbeiten und sofortiger Abreise wurde der Filmtross verfolgt, bedrängt und mit Steinen beworfen.
Als Finale der 21. Staffel fuhren die drei Moderatoren mit LKWs durch die Myanmar, um eine Brücke über den Mae Nam Khwae Yai zu bauen.

## Top Gear ab 2016
Nach der Kontroverse rund um die Entlassung von Jeremy Clarkson und der gescheiterten Vertragsverlängerung von Richard Hammond und James May wurde am 28. Juni 2015 der als Radiomoderator bekannt gewordene Chris Evans als Nachfolger von Jeremy Clarkson genannt. Über etwaige Kollegen wurde zunächst nichts bekannt gegeben. Im Februar 2016 gab die BBC bekannt, dass der amerikanische Schauspieler Matt LeBlanc, der ehemalige Formel-1-Teambesitzer Eddie Jordan, die deutsche Rennfahrerin und Fernsehmoderatorin Sabine Schmitz sowie die beiden Motorjournalisten Rory Reid und Chris Harris Evans als Co-Moderatoren zur Seite stehen werden. Die erste Folge der 23. Staffel von Top Gear wurde am 29. Mai 2016 von der BBC ausgestrahlt und von 4,4 Millionen Zuschauern in der Erstausstrahlung gesehen. Die Gesamtzuschauerzahl der ersten Episode lag mit den Wiederholungen im Laufe der folgenden Woche bei 6,2 Millionen. Die Bewertung der Sendung durch die Zuschauer erreichte nach Presseinformationen in einer Umfrage der BBC aber nur einen Wert von 60 Punkten, was bei einem Durchschnittswert von 82 Punkten als sehr schlechter Wert für eine Sendung von BBC Two gilt und es zum am schlechtesten bewerteten Programm des Wochenendes überhaupt macht. Im Anschluss an die Ausstrahlung der ersten Folge der 23. Staffel von Top Gear wurde auf BBC Three erstmals Extra Gear ausgestrahlt. Hierbei handelt es sich um ein Spin-off, präsentiert von Chris Harris und Rory Reid, in dem einerseits ein Blick hinter die Kulissen von Top Gear geworfen wird und in dem andererseits nun auch das „News“-Segment, welches früher ein Teil von fast jeder Top-Gear-Episode war, untergebracht wurde. Die 23. Staffel konnte von BBC Worldwide, der Vermarktungsgesellschaft der BBC, in 130 Länder verkauft werden, was mehr Käufer für diese Staffel bedeutet als für die letzte unter der Leitung von Jeremy Clarkson.
Chris Evans gab am 4. Juli 2016 nach der Ausstrahlung der letzten Episode der 23. Staffel seinen Rücktritt als Moderator der Sendung bekannt. Evans übernahm dabei Verantwortung für die fallenden Zuschauerzahlen und die andauernde Kritik der Medien an der Sendung und bezeichnete sich als nicht gut genug für die Aufgabe. Inzwischen traten nur noch Rory Reid, Matt LeBlanc und Chris Harris als Moderatoren auf. Zum Ende der 26. Staffel zogen sich Matt LeBlanc und Rory Reid zurück, sie wurden durch Paddy McGuinness und Andrew Flintoff ersetzt. Im Dezember 2022 zog sich Flintoff bei Dreharbeiten Verletzungen zu, die dazu führten, dass die für 2023 geplanten Dreharbeiten für die 34. Staffel nicht aufgenommen wurden.

## Teststrecke

Streckenplan auf Dunsfold Park Aerodrome

Die neue Sendung wird auf dem Flugplatz Dunsfold in einem Hangar aufgezeichnet. Auf dem Flugfeld von Dunsfold Park befindet sich der Top-Gear-Rundkurs, ein von Lotus speziell für Top Gear entworfener Parcours. In Form einer Acht führt die Strecke 2,8 km über den Flugplatz. Er ist in den Rennspielen Forza Motorsport 4, Gran Turismo 5, Forza Motorsport 5 und Forza Motorsport 6 als befahrbare Strecke enthalten, die erst dann im Spiel zur Verfügung steht, wenn man die leichteste Stufe einer speziellen, auf diesen Kurs ausgelegten Rennveranstaltung bewältigt hat.
Den Streckenrekord stellte The Stig im Renault R24, einem Formel-1-Rennwagen von 2004, mit 59 Sekunden auf. Michael Schumacher erreichte in seinem Ferrari FXX eine Rundenzeit von 1:10,7. Diese Zeit wurde 2011 von The Stig in einem Pagani Zonda R mit 1:08,5 unterboten. Für Autos mit Straßenzulassung liegt der Rekord aktuell bei 1:13,8 mit einem Pagani Huayra.
Die Geo-Koordinaten des Geländes sind 51° 7′ 11″ N, 0° 32′ 4″ W.

## The Stig

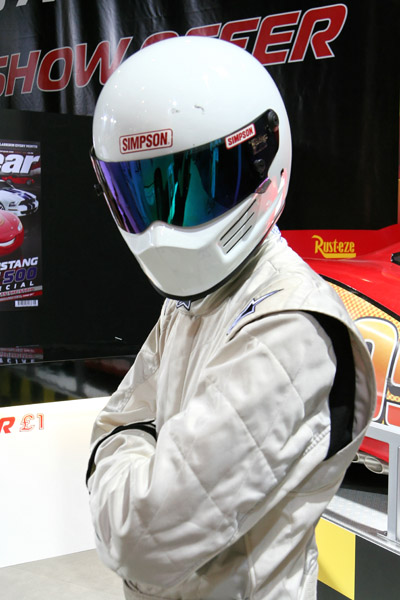
The Stig bei einem Auftritt auf der British Motor Show

Ein wiederkehrendes Element der Serie ist die Figur des Rennfahrers „The Stig“, dessen wahre Identität nicht offengelegt wurde. In den ersten beiden Staffeln trat der Stig ganz in schwarz auf. Seit der dritten Staffel trägt er immer einen weißen Rennanzug ohne Werbeaufschrift, einen weißen Helm mit dunklem Visier und weiße Handschuhe. Seine Aufgabe ist das Erzielen der Bestzeit mit den in der Sendung besprochenen Wagen auf der Rennstrecke am Studio. In späteren Staffeln nimmt der Stig auch an den Wettbewerben teil. Seine Rundenzeit wird als Maßstab für die Moderatoren verwendet. Bei einigen Wettbewerben oder Spezialsendungen treten passende „Cousins“ des Stig auf.
Jeremy Clarkson, in seltenen Fällen auch Richard Hammond oder James May, moderiert die Figur Stig mit den immer gleichen Running-Gags an. Diese Moderation fängt mit „Some say, he …“ (dt. „Man sagt, er …“) an und enthält zwei angebliche Fakten aus dem Leben des Stig. Am Schluss folgt „All we know is: He’s called The Stig!“ (dt. „Alles, was wir wissen, ist, er heißt: The Stig“). Die Rolle wird als eine Art Fahrroboter charakterisiert, der keine Gefühle, kein Privatleben und nur ein beschränktes Verständnis für seine Umwelt außerhalb des Autos hat. Lediglich sein Musikgeschmack wird häufig hervorgehoben: Während seiner Runden auf dem Testtrack hört man bei den Cockpitaufnahmen häufig zur jeweiligen Fahrt völlig konträre Musik, wie beispielsweise Klassik und ältere Rocksongs oder Hörbücher und Lern-CDs, was seine Lockerheit, seine „Coolness“ noch unterstreichen soll.
Von 2002 bis 2003 schlüpfte der Rennfahrer Perry McCarthy in die Rolle des Black Stig. Über die Identität des White Stig, der nach McCarthys Ausscheiden eingeführt wurde, gibt es zahlreiche Spekulationen. In der ersten Folge der 13. Staffel nahm der Stig zum ersten Mal seinen Helm ab und offenbarte seine Identität als Michael Schumacher. Bereits am Ende der Episode stellte Jeremy Clarkson diese Enthüllung allerdings in Frage und äußerte Zweifel daran, dass Schumacher der echte Stig sei. Michael Schumacher wurde auch in einem Video auf der Website von Top Gear unter dem Namen „Behind the scenes“ gezeigt. Es ist davon auszugehen, dass Michael Schumacher tatsächlich nur für diese eine Folge die Rolle des Stig spielte, da der schwarze Ferrari FXX, der für die Rekordrunde verwendet wurde, sein privater Wagen war und er selbst gefahren ist. Im Jahre 2004 wurde von einem Stig die Hausstrecke mit einer Zeit von 59,0 Sekunden in einem Renault-Formel-1-Fahrzeug dieser Saison bewältigt.
Im September 2010 bekannte sich der Renn- und Stuntfahrer Ben Collins in seiner Autobiographie (The Man in the White Suit – Der Mann im weißen Anzug), The Stig zu sein. Die Produzenten von Top Gear wollten dies mit einem gerichtlichen Beschluss verhindern. Der Richter wertete die Tatsache, dass Ben Collins in seinem Vertrag eine Vertraulichkeitsklausel unterzeichnet hatte, jedoch geringer als sein Recht auf freie Meinungsäußerung. Der ehemalige Stig taucht in Staffel 17 Folge 6 offiziell als Ben Collins auf und wurde dort von Richard Hammond auch als ehemaliger abtrünniger Stig erwähnt. Er unterstützt dort bei einer gezeigten Offroadrallye Amateurrennfahrer, bei denen es sich um ehemalige Soldaten handelt, die durch Verletzungen bei Einsätzen teilweise erhebliche körperliche Behinderungen (z. B. Amputationen von Gliedmaßen, Lähmungen) erlitten haben. Der Rennsport in den an ihre jeweiligen Behinderungen angepassten Fahrzeugen und die Arbeit an eben diesen, soll die psychischen Folgen der Kriegserlebnisse lindern.

## Top Gear im deutschsprachigen Raum

### Ausstrahlungen
Vom 17. Juli 2010 an wurde Top Gear wöchentlich im frei empfangbaren deutschen Privatfernsehen auf Kabel eins ausgestrahlt. Die Sendung wurde durch eine Voice-Over-Übersetzung ins Deutsche übertragen. Im Gegensatz zum original ausgestrahlten Material der BBC wurden Segmente der Show nicht gesendet und gesendete Segmente wurden gekürzt. Politisch inkorrekte Späße der Moderatoren wurden nicht oder sinnverändert übersetzt, wie zum Beispiel häufige Bezüge auf Ereignisse des Zweiten Weltkrieges, Wortspiele mit Messerschmitts und Spitfires oder auch die Verwendung des Begriffes „Nazi“. Aufgrund mangelnder Zuschauerzahlen wurde die Übertragung jedoch bald eingestellt.
Seit dem 16. Mai 2011 wird Top Gear auf DMAX montags um 21:15 Uhr ausgestrahlt (Wiederholung sonntags um 17:15 Uhr). Auch im Programm des Senders Motorvision TV wird Top Gear übertragen. Auf Nitro werden 2025 ältere und jüngere Staffeln von Top Gear als deutsche Erstausstrahlung gesendet.
In der Schweiz läuft Top Gear seit dem 14. August 2012 auf SRF zwei, jeweils von Dienstag bis Freitag um 18:05 Uhr. Die letzten Sendungen sind innerhalb einer Woche auch über das Videoportal des Schweizer Fernsehen zu sehen.

### Synchronisation
Die deutsche Synchronbearbeitung entsteht in den Ateliers der Studio Hamburg Synchron in Hamburg. Buch und Regie: Bernd Lang und Georg Prilog. Erstellt wird die Synchronisation nach dem Voice-over-Verfahren. Statt den gesprochenen Originalton komplett zu ersetzen, werden die eingesprochenen Übersetzungen über den Originalton gelegt, wobei letzterer im Hintergrund leise hörbar bleibt.
| Moderator       | Synchronsprecher |
| --------------- | ---------------- |
| Jeremy Clarkson | Erik Schäffler   |
| Richard Hammond | Sascha Rotermund |
| James May       | Volker Hanisch   |

SRF zwei, SRF 1, aber auch Motorvision TV zeigen unter anderem auch Sendungen mit originaler Tonspur und deutschen Untertiteln, die auf DMAX noch nicht zu sehen sind (Stand November 2015).